# 람센

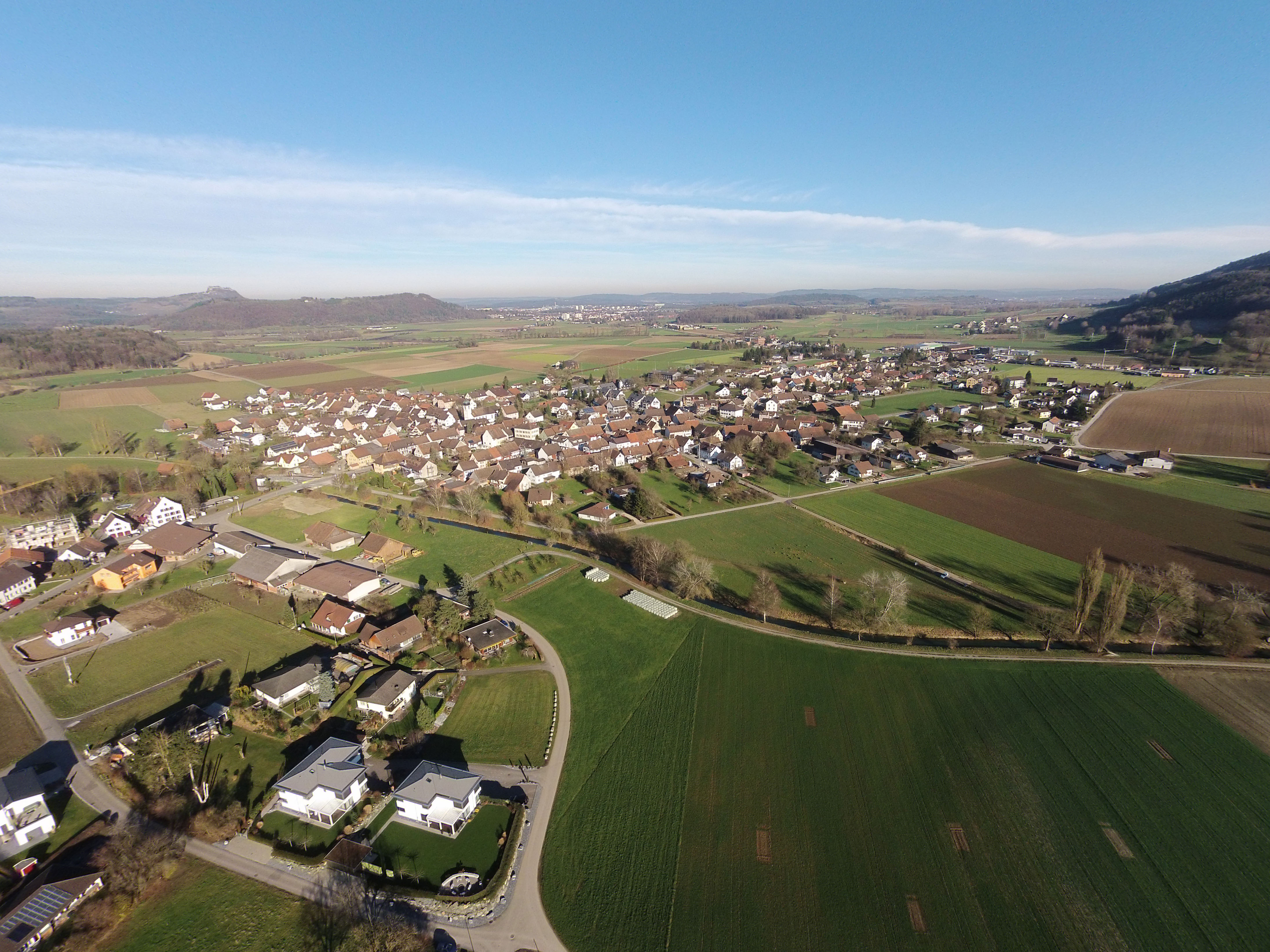
람센

샤프하우젠(독일어: Ramsen)는 스위스 샤프하우젠주에 있는 지방 자치체이다. 